# Abbaye de Saint-Martin
Abbaye de Saint-Martin is een Belgisch abdijbier.

## Geschiedenis
Op 26 februari 2001 krijgt de brouwerij de toelating om de naam van de Sint-Maartensabdij van Doornik te gebruiken voor hun nieuw bier. Daarbij krijgen ze ook de toelating van kanunnik Jean Dumoulin, archivaris en conservator van de kathedraal van Doornik, om de reproductie van een glasraam uit die bisschopskerk te gebruiken op hun etiket. Bovendien krijgen ze op 25 maart 2002 van Christian Massy, burgemeester van Doornik, de toelating om het stadswapen op het etiket aan te brengen. Op 6 juni 2002 wordt het eerste bier Saint-Martin voorgesteld. Het bier krijgt ook het label Erkend Belgisch Abdijbier. Na de overname van de brouwerij worden nieuwe etiketten gebruikt.

## Assortiment
Inmiddels zijn er vier verschillende van deze abdijbieren op de markt gebracht, die sinds 2007 tezamen vijf medailles wonnen in verscheidene internationale wedstrijden.
- Triple, goudblond bier met een alcoholpercentage van 9%
  - Australian International Beer Awards 2009 - Brons[1]
- Brune, donker amberkleurig bier met een alcoholpercentage van 8%
  - World Beer Awards 2009 Best Ale Dark Abbey - Goud
  - World Beer Championship 2007 – Zilver
- Blonde, goudblond bier met een alcoholpercentage van 7%
  - World Beer Championship 2007 – Zilver
  - ITQI – Superior Taste Award 2007
  - Australian International Beer Awards 2008 – Brons
- Cuvée de Noël, roodbruin bier met een alcoholpercentage van 8,5%, enkel verkrijgbaar rond Kerst.